# Arrakis (estrella)
Arrakis, Errakis o Alrakis es el nombre por el que es conocido el sistema estelar μ Draconis (μ Dra / 21 Draconis) en la constelación de Draco.
Dicho término proviene del árabe ar-rāqiṣ, «el danzante».
Se encuentra a 88 años luz de distancia del sistema solar.
Las dos componentes principales del sistema son dos estrellas blanco-amarillas de tipo espectral F5V y F7V. Ambas de magnitud aparente +5,8, son semejantes a Tabit (π3 Orionis), γ Serpentis o χ Draconis A, esta última también en Draco. Al igual que el Sol, son estrellas de la secuencia principal aunque más calientes y luminosas que este. Así, la luminosidad conjunta del sistema equivale a 7 veces la luminosidad solar.
Las dos estrellas tienen un tamaño parecido, siendo su radio aproximadamente un 50% más grande que el radio solar.
La masa estimada de la estrella F5 es un 20% mayor que la del Sol, mientras que la de su compañera es un 10% mayor que la de nuestra estrella.
El período orbital del sistema es de 672 años, siendo la separación media entre ambas componentes de 109 UA.
No obstante, la acusada excentricidad de la órbita hace que la separación varíe en un factor de 2,5 entre 62 y 156 UA; el último periastro tuvo lugar en 1949.
El plano orbital está inclinado 35º respecto al plano del cielo.
A su vez, la estrella de tipo F7 tiene una compañera cercana. Esta es una enana amarilla de tipo G4V similar al Sol, con una masa estimada de 0,9 masas solares. La separación media entre estas dos estrellas es de ~ 4 UA.
Una cuarta componente lejana orbita alrededor de las otras tres estrellas con un período del orden de 4000 años. De magnitud aparente +11,7, parece ser una enana roja de tipo M3.

## En la cultura popular
Arrakis, en la saga de novelas Dune, de Frank Herbert, es el planeta más importante del Imperio, pues es donde se extrae la especia Mélange, que otorga a los humanos capacidades extraordinarias. 